# Rudolf Běhounek
Rudolf Běhounek (* 4. Februar 1902 in Pitkovice; † 2. August 1974) war ein tschechischer Geophysiker.
Behounek studierte ab 1920 an der Bergakademie in Příbram, an der er 1931 promovierte (Messungsfehler in der Markscheiderei). Ab 1933 war er am staatlichen geologischen Institut in Prag, wo er sich mit Geophysik befasste, vor allem Geomagnetismus (er betrieb eine geomagnetische Messstation im Wildpark Pruhonice bei Prag). Er befasste sich aber auch mit Seismik, Geoelektrik und Schweremessungen, meist unter anwendungsorientierten Gesichtspunkten, zum Beispiel Suche nach Erzlagern oder Geoelektrik für Bodenuntersuchung beim Staudammbau. 
Von 1936 bis 1938 kartierte er große Teile der Tschechoslowakei geomagnetisch. 
Unter deutscher Besatzung arbeitete er in der damaligen Außenstelle Prag des Reichsamts für Bodenforschung und nach dem Krieg leitet er die geophysikalische Abteilung des staatlichen geologischen Instituts. 1946 habilitierte er sich an der Bergakademie über Geoelektrik und lehrte dort. 
1954 wurde er Professor für angewandte Geophysik an der Karls-Universität Prag. 1968 zog er sich aus Gesundheitsgründen und Altersgründen zurück und ging 1970 in den Ruhestand.